# پاپاراتزی (فیلم ۲۰۰۴)
پاپاراتزی (انگلیسی: Paparazzi) فیلمی به کارگردانی پل آباسکال است که در سال ۲۰۰۴ منتشر شد.

## خلاصه
یک ستاره هالیوود تصمیم می گیرد از چهار عکاس که در حادثه ای غم انگیز که برای همسر و پسر او رخ داده شرکت داشته اند انتقام بگیرد و...

## بازیگران
- کول هاسر
- رابین تونی
- تام سایزمور
- دانیل بالدوین
- دنیس فارینا
- تام هالندر
- مل گیبسون
- کریس راک
- کلی کلارسون
- متیو مک‌کانهی
- وینس وان